# Трестивец
Трести́вец (бел. Трасцівец) — деревня в составе Холстовского сельсовета Быховского района Могилёвской области Белоруссии.
Население в 2010 году — 72 человека.

## Известные уроженцы
- Баранкевич, Анатолий Игнатьевич  (1932—2000) — советский военачальник и белорусский общественный деятель, генерал-майор, Заслуженный военный лётчик СССР.